# Peter Evans (Musikwissenschaftler)
Peter Angus Evans (* 7. November 1929 in Hartlepool; † 1. Januar 2018 in Hereford) war ein britischer Musikwissenschaftler. Er wurde vor allem mit seinem Werk The Music of Benjamin Britten bekannt.

## Leben und Werk
Peter Angus Evans studierte von 1947 bis 1951 an der University of Durham.
Evans wirkte von 1947 bis 1951 als Musiklehrer an der Bishop Wordsworth's School in Salisbury und von 1953 bis 1961 als Lecturer in Music an der University of Durham. 1961 wurde er zum Professor of Music an die University of Southampton berufen, wo er bis 1990 lehrte. Hier leitete er auch den Universitätschor und die Universitätsoper.
Neben seinem Hauptwerk über Britten schrieb er zahlreiche Aufsätze, zunächst über Musik für Viola da gamba etwa von John Jenkins, später hauptsächlich über die Musik des 20. Jahrhunderts, vorwiegend ebenfalls über Benjamin Britten, aber auch u. a. über Bohuslav Martinů, Aaron Copland und Michael Tippett. Zudem lieferte er diverse Beiträge für enzyklopädische Werke wie beispielsweise Die Musik in Geschichte und Gegenwart (MGG).

## Schriften (Auswahl)

### Bücher
- The Music of Benjamin Britten. Clarendon Press, Oxford 1996, ISBN 978-0-19-816590-3 (englisch, Erstausgabe: University of Minneapolis Press, Minneapolis  1979).

### Beiträge
- Seventeenth-Century Chamber Music Manuscripts at Durham. In: Music & Letters. Band XXXVI, 1955.
- Hindemith's Keyboard Music. In: The Musical Times. Band XLVII, 1956.
- Britten's New Opera: A Preview. Zu „A Midsummer Night’s Dream“. In: Tempo. Band 53/54, 1960.
- Martinů, the Symphonist. In: Tempo. Band 55/56, 1960.
- Compromises With Serialism. In: Proceedings of the Royal Music Association. Band LXXXVIII, 1962.
- Britten's „War Requiem“. In: Tempo. Band 61/62, 1962.
- Copland on the Serial Road. An Analysis of „Connotations“. In: Ian Kemp (Hrsg.): Michael Tippett: A symposium on his 60th birthday. London 1965.
- Sonata Structures in Early Britain. In: Tempo. Band 82, 1967.
- Musical Theory and Practise: The Role of the University. In: Studies in Music. Band III, 1969.
- Britten’s Television Opera. Zu „Owen Wingrave“. In: The Musical Times. Band CXII, 1971.